# Bruno Sommerer
Bruno Sommerer (* 1. März 1907 in Leipzig; † 30. Juli 1973) war ein deutscher Gewerkschafter. Er war Vorsitzender des Zentralvorstandes der Gewerkschaft Handel im FDGB.

## Leben
Sommerer, Sohn eines Tischlers, besuchte die Volksschule, absolvierte eine kaufmännische Ausbildung und arbeitete später als kaufmännischer Angestellter. 1924 trat er dem Zentralverband der Angestellten (ZdA) bei, 1927 der Kommunistischen Partei Deutschlands (KPD). Sommerer war zudem Mitglied der Reichsleitung der Roten Sport-Internationale.
Nach der „Machtergreifung“ der Nationalsozialisten 1933 beteiligte sich Sommerer am Widerstand, wurde verhaftet und war als  „Schutzhäftling“ in den KZ Colditz und Sachsenburg inhaftiert. Nach seiner Entlassung 1934 arbeitete er als Werbevertreter. 1940 wurde er zur Wehrmacht eingezogen und geriet 1945 in US-amerikanische Kriegsgefangenschaft.
Nach seiner Rückkehr aus der Gefangenschaft  trat er 1946 der Sozialistischen Einheitspartei Deutschlands (SED) und dem Freien Deutschen Gewerkschaftsbund (FDGB) bei. 1946/1947 wirkte er als Parteifunktionär in Dresden und war zeitweise stellvertretender Organisationsleiter der dortigen SED-Kreisleitung. Zwischen 1947 und 1949 war Sommerer geschäftsführender Sekretär des sächsischen Landesvorstandes der Gewerkschaft der Angestellten im FDGB sowie Mitglied der Landesparteikontrollkommission der SED-Landesleitung Sachsen. Von 1949 bis 1952 fungierte Sommerer als Vorsitzender des Zentralvorstandes der Gewerkschaft Handel und war Mitglied des FDGB-Bundesvorstandes, zeitweise auch Mitglied seines Präsidium. Zwischen 1950 und 1953 absolvierte er ein Fernstudium an der Parteihochschule „Karl Marx“ der SED. Ab 1953 leitete Sommerer die Abteilung Arbeiterversorgung, Bau- und Wohnungswesen im FDGB-Bundesvorstand des FDGB, später die gewerkschaftliche Kontrollbrigade für die Textilwirtschaft. Zuletzt war Sommerer als Mitarbeiter im Zentralvorstand der Gewerkschaft Wissenschaft tätig.

## Schriften (Artikel)
- Über den Arbeiterwohnungsbau in der Deutschen Demokratischen Republik. In: Die Arbeit, Heft 1 (1955), S. 43–50 und Heft 2 (1955), S. 113–119.
- Die Arbeiterkontrolle richtig anwenden. In: Die Arbeit, Heft 7 (1955), S. 481–488.
- Den vorhandenen Wohnraum besser ausnutzen. In: Die Arbeit, Heft 8 (1956), S. 527–532.
- Zusätzlich 100 000 Wohnungen für die Werktätigen unserer Republik. In: Die Arbeit, Heft 11 (1956), S. 762–768.
- Arbeiterwohnungsbau — ein Teil der ökonomischen Hauptaufgabe. In: Die Arbeit, Heft 4 (1959), S. 34–36.

## Auszeichnungen
- Fritz-Heckert-Medaille (1957)
- Vaterländischer Verdienstorden in Silber (1972)